# Sergio Vázquez
Sergio Vázquez (født 23. november 1965) er en tidligere argentinsk fodboldspiller.

## Argentinas fodboldlandshold
| Argentinas landshold | Argentinas landshold | Argentinas landshold |
| År                   | Kmp                  | Mål                  |
| -------------------- | -------------------- | -------------------- |
| 1991                 | 11                   | 0                    |
| 1992                 | 7                    | 0                    |
| 1993                 | 7                    | 0                    |
| 1994                 | 5                    | 0                    |
| Total                | 30                   | 0                    |